# France Uršič
France Uršič, slovenski slikar, karikaturist in likovni pedagog, * 19. november 1907, Gorica, † 22. marec 1979, Izola.

## Življenje in delo
Uršič se je leta 1929 v Zagrebu vpisal na akademijo za likovno umetnost. Že leta 1933 je prav tam diplomiral. Po zaključenem študiju je kot suplent služboval na Braču (do 1936) in za tem kot gimnazijski profesor v Ljubljani (do 1943). Od leta 1942 je delal kot član kulturnega odbora OF in pripravil ilegalno brošuro karikatur. Zaradi ilegalnega delovanja je bil v letih 1943−1945 interniran v taborišču Dachau. Tam je narisal nekaj skic sotrpinov. Po osvoboditvi je bil gimnazijski profesor za likovni pouk v Ljubljani (1947-1953) in hkrati svetovalec humorističnega lista Pavliha ter profesor na pedagoški akademiji v  Ljubljani (1954-1966). Leta 1963 je bil odlikovan z Redom zaslug za ljudstvo s srebrnimi žarki